# تداع (علم النفس)

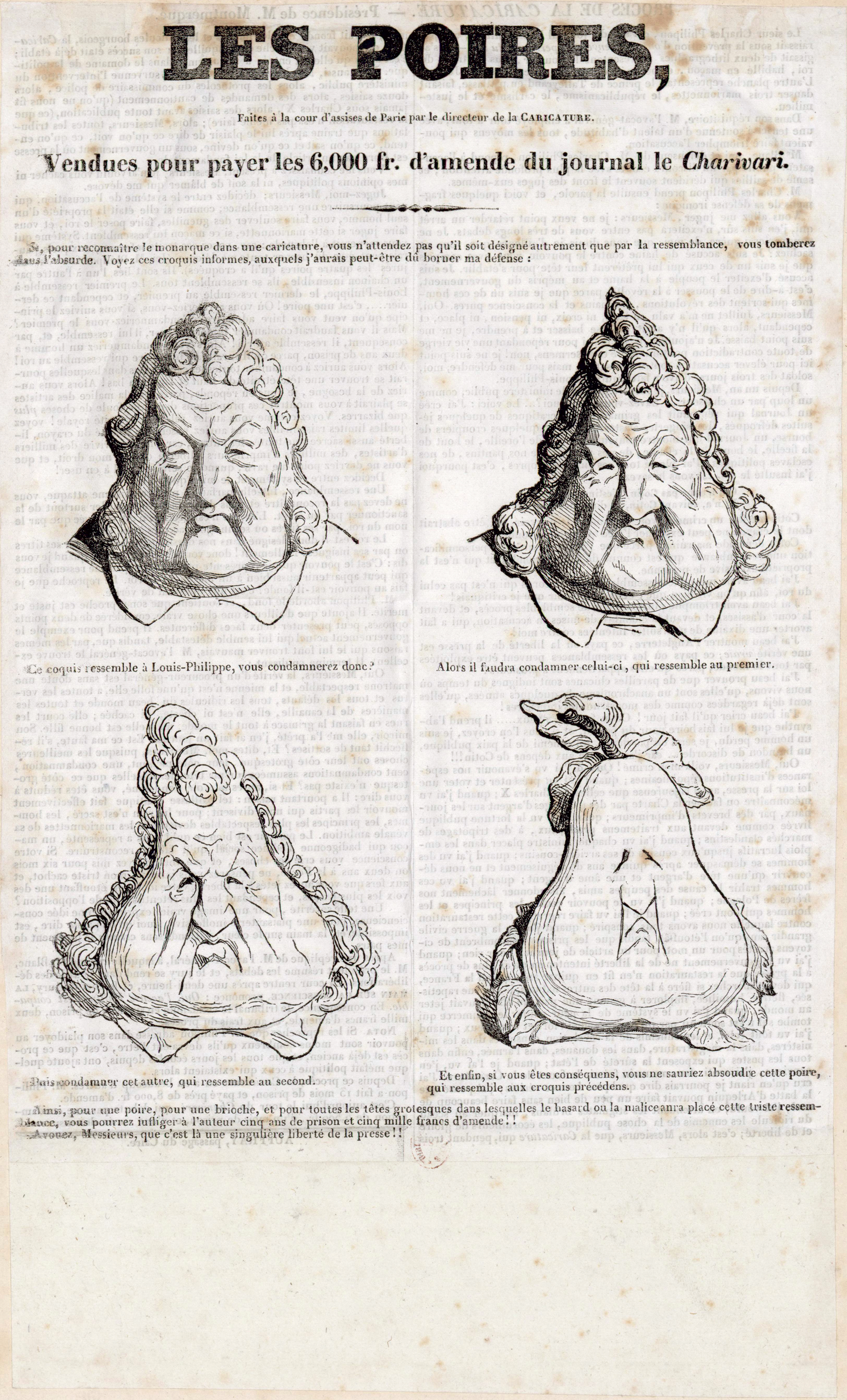

يشير التداعي في علم النفس إلى الاتصال العقلي بين المفاهيم والأحداث والحالات العقلية التي تنشأ عن تجارب معينة. يتواجد التداعي في العديد من مدارس الفكر في علم النفس بما في ذلك السلوكية والارتباطية والتحليلية النفسية وعلم النفس الاجتماعي والبنيوية. نشأت فكرة التداعي من أفلاطون وأرسطو، وبالأخص فيما يتعلق بتتالي الذكريات، وتابع العمل عليها فلاسفة من أمثال جون لوك وديفيد هيوم وديفيد هارتلي وجيمس ميل. ويتركز عملها في علم النفس الحديث في مجالات الذاكرة والتعلم ودراسة السبل العصبية.

## الترابطات المكتسبة
التعلم الترابطي هو إنشاء الخاضع للاختبار لعلاقة بين المنبهات (السمعية أو البصرية) أو السلوك (السمعي أو البصري) والمنبه الأصلي (السمعي أو البصري). تحقيق الترابط هو أساس التعلم. ويظهر هذا التعلم في الإشراط الكلاسيكي والاستثابي.

### قانون الأثر
أجرى إدوارد ثورندايك الأبحاث في هذا المجال وطور قانون الأثر، حيث يتأثر الترابط بين المنبه والاستجابة بنتيجة الاستجابة. على سبيل المثال، تزداد قوة النشاطات و/أو تواترها حين يتبعها مكافأة. يظهر ذلك بسبب الترابط بين السلوك والتمثيل الفكري للمكافأة (مثل الطعام). وعلى العكس من ذلك، ينقِّص تلقي النتيجة السلبية من تواتر السلوك بسبب الترابط السلبي. والمثال على ذلك هو جرذ في قفص ورافعة قضبان. إذا تسبب ضغط الرافعة بالحصول على كرات الطعام، سيتعلم الجرذ الضغط على الرافعة لتلقي الطعام. أما إذا كان ضغط الرافعة يتسبب بصدمة كهربائية في أرضية القفص، سيتعلم الجرذ تجنب ضغط الرافعة.

### الإشراط الكلاسيكي
يعد الإشراط الكلاسيكي مثالًا على التعلم الترابطي. تتألف عملية الإشراط الكلاسيكي من أربعة عناصر: المنبه غير المشروط، والاستجابة غير المشروطة، والمنبه المشروط، والاستجابة المشروطة.
دون الإشراط، هناك علاقة مسبقة بين المنبه غير المشروط والاستجابة غير المشروطة. حين يُقرَن منبه ثانٍ بالمنبه غير المشروط، تصبح الاستجابة مترافقة مع كلا المنبهين. يُعرَف المنبه الثانوي بالمنبه المشروط ويثير استجابة مشروطة.
تزداد قوة الاستجابة إلى المنبه المشروط على مدى فترة التعلم، إذ يصبح المنبه المشروط مترافقًا مع المنبه غير المشروط. قد تتضاءل قوة الاستجابة إذا ما قُدِّم المنبه المشروط دون المنبه غير المشروط. استخدم بافلوف في تجربته الشهيرة الاستجابة غير المشروطة المتمثلة في إلعاب الكلب برؤية الطعام (منبه غير مشروط)، وربطَ صوت الجرس (منبه مشروط) بتلقي الطعام، فأنتج الكلب اللعاب لاحقًا (استجابة مشروطة) بسماع صوت الجرس وحده، ما أشار إلى تشكل ترابط بين الجرس والطعام.

### الإشراط الاستثابي
في الإشراط الاستثابي، تتغير السلوكيات بسبب النتائج المجربة لهذه السلوكيات. لا تسبب المنبهات السلوك، كما في الإشراط الكلاسيكي، بدلًا من ذلك، تتشكل ترابطات بين المنبه والنتيجة، كتوسع في قانون الأثر الخاص بثورندايك.
عُرف بي. إف. سكينر بدراساته حول دواعم السلوك. شملت دراساته جانب الاحتمالية الذي يشير إلى الاتصال بين فعل معين والنتيجة أو التعزيز اللاحق له. وصف سكينر ثلاثة احتمالات: التعزيز الإيجابي والعزيز السلبي والعقاب. يشكل التعزيز ترابطًا إيجابيًا بين الفعل والنتيجة بغرض تقوية استمرارية الفعل. ويتم ذلك بإحدى طريقتين، يقدم المعزز الإيجابي منبهًا مشجعًا (مكافئًا)، في حين يزيل المعزز السلبي المنبه المنفر لجعل الوسط أقل نفورًا. يشكل العقاب علاقة سلبية بين الفعل والنتيجة بحيث يتوقف الفعل.

### المزاج
يكون المحتوى العام للعواطف والمشاعر أو الآثار والمزاج أقل نوعية (تميزًا) ومن المرجح أن تُحرَّض بمنبه أو حدث ما. اقترح فريجدا تصور المزاجات على أنها ميول تقييمية معممة، أي النزعة لتقييم الأحداث المتنوعة بطريقة معينة. وبصورة أكثر تحديدًا، حلل الحالة المزاجية على أنها «تناغم إجمالي لتقييم أي حدث على الإطلاق بطريقة تتفق مع الحالة المزاجية، أو كحد أدنى لمثل هذا التقييم عندما تفرض الأحداث نفسها على ذلك قليلًا.» (فريجدا، 1933 صفحة 384).
قدم واتسون أرنبًا أزغبًا أبيضًا لطفل، وخلق اتصالًا بين الأرنب وصوتٍ عالٍ. ربطت هذه التجربة بين شعور الخوف والأرنب لدى ألبرت الصغير.

## الذاكرة
يبدو أن الذاكرة تعمل كسلسلة من الترابطات: تتشابك المفاهيم والكلمات والآراء، إذ يستدعي منبه مثل وجه الشخص الاسم المرتبط. يعد فهم العلاقات بين العناصر المختلفة أمرًا أساسيًا للذاكرة العرضية، ووُجِد أن أذية منطقة الحصين في الدماغ تعيق تعلم ترابطات جديدة بين الأشياء.

## اختبار الترابط
يمكن قياس الترابطات لدى البشر باختبار الترابط الضمني، وهو اختبار نفسي يقيس العلاقة الضمنية (اللاواعية) بين مفهومين، أنشأه أنتوني جي. غرينوالد عام 1995. استُخدِم في التحريات حول التحيز العنصري الضمني والجندر والتحيز تجاه الميول الجنسية وتفضيلات المستهلكين والتفضيلات السياسية وسمات الشخصية واستخدام الكحول والمخدرات والصحة العقلية والعلاقات. يقيس الاختبار الترابطات بين أفكار مختلفة، مثل العرق والجريمة. يستخدم زمن الاستجابة لتمييز الترابطات، إذ إن الاستجابة الأسرع معيار للترابط القوي. تستخدم درجة إيه دي لتمثيل متوسط زمن الاستجابة لدى المشارك. إذا كان متوسط زمن الاستجابة سالبًا، فإن الفرد لديه تحيز ضمني أقل. أما إذا كان متوسط زمن الاستجابة إيجابيًا، فيعتقد أن الفرد لديه تحيز ضمني أكبر. تُحسَب درجة إيه دي لكل مشارك بحذف التجارب التي تجاوزت مدتها العشرة آلاف ميلي ثانية، وحذف المشاركين الذين استجابوا أسرع من 300 ميلي ثانية في أكثر من عشرة بالمئة من التجارب، وتحديد الانحرافات القياسية الشاملة في كل التجارب في المرحلتين الثالثة والرابعة وكذلك في المرحلتين السادسة والسابعة. يحُدَّد متوسط أزمنة الاستجابة للمراحل الثالثة والرابعة والسادسة والسابعة، ويُحسَب متوسط الفرق بين المرحلتين السادسة والثالثة (متوسطالمرحلة 6 – متوسطالمرحلة 3) بالإضافة إلى متوسط الفرق بين المرحلتين السابعة والرابعة (متوسطالمرحلة 7 – متوسطالمرحلة 4)، ثم يُقسَّم كل فرق حسب الانحراف القياسي الشامل المرتبط به، وتعادل درجة دي متوسط النسبتين الناتجتين.